# National Historic Landmark

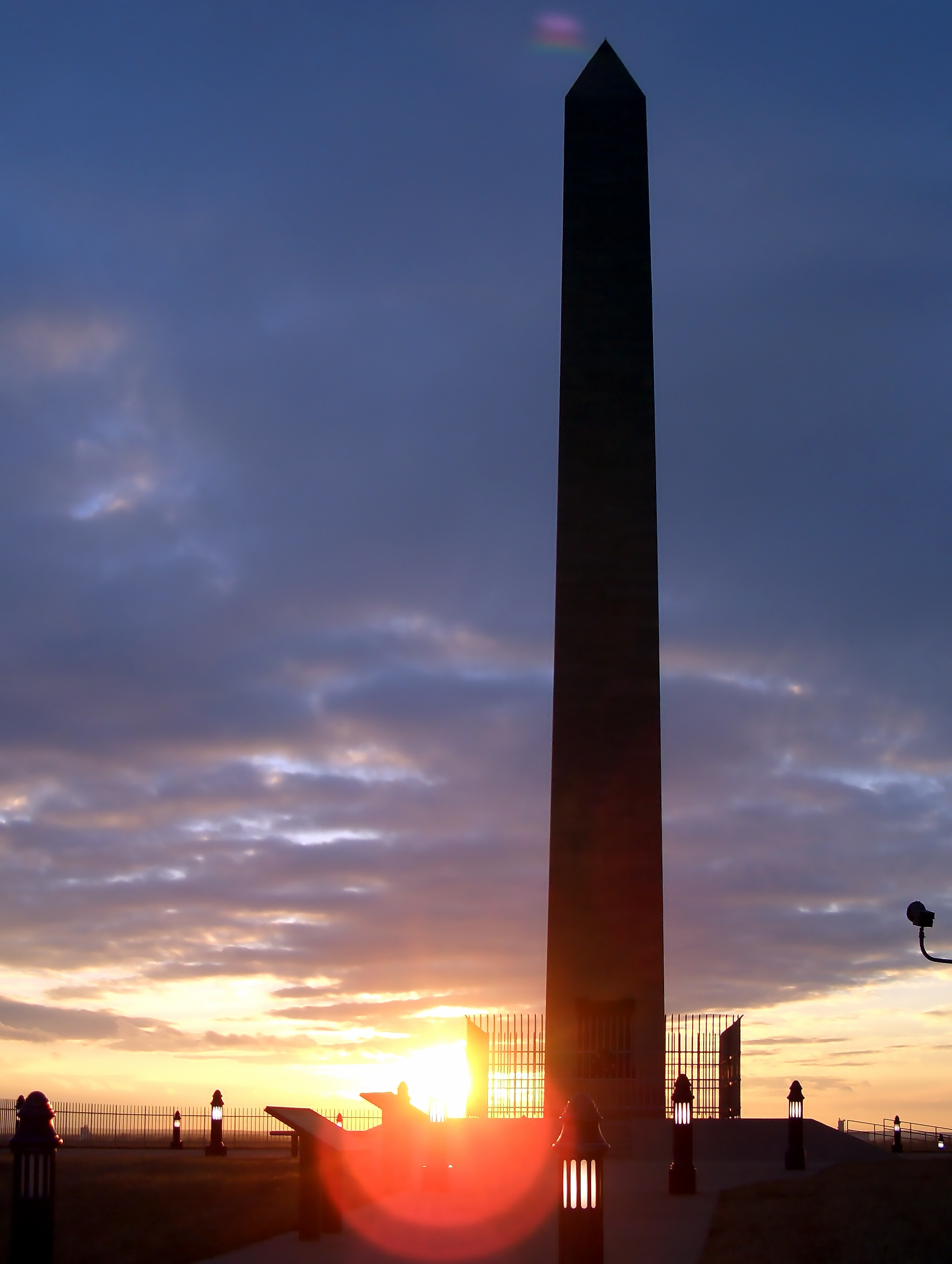
Sergeant Floydmonumentet.

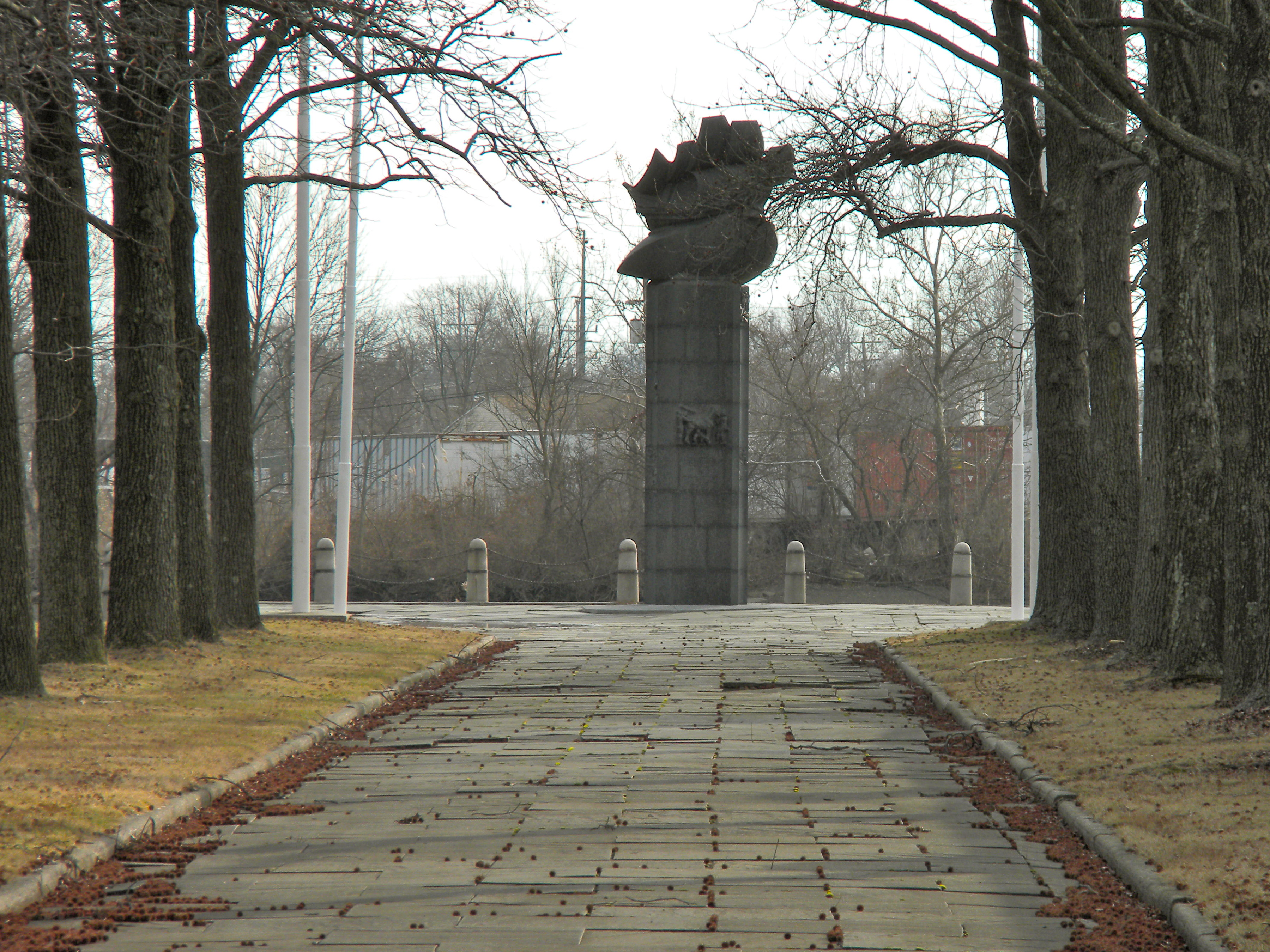
Fort Christinaparken med Delawaremonumentet.

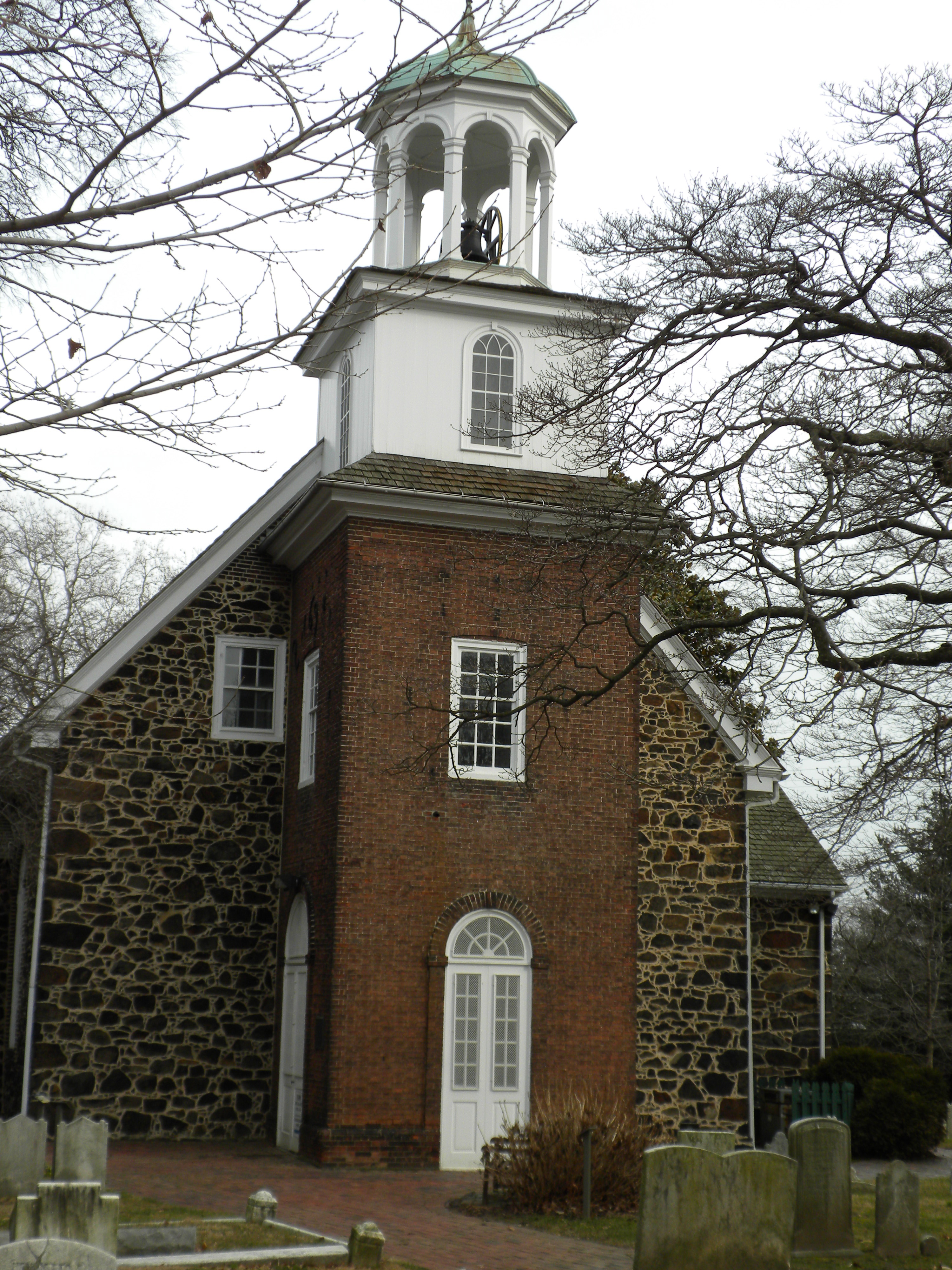
Kyrkan Holy Trinity (Old Swedes').

National Historic Landmark (NHL; Nationellt historiskt minnesmärke) är beteckningen för utvalda historiskt viktiga platser i USA. Platsen kan vara ett område eller en byggnad av historiskt eller kulturellt värde.
Cirka 3 procent av 90 000 objekt i det större National Register of Historic Places är även utsedda till National Historic Landmark. Båda listorna administreras av National Park Service som ingår i USA:s inrikesdepartement.

## Urvalskriterier
Varje NHL utnämns efter dessa kriterier:
- Platsen för en viktig händelse i USA:s historia
- Platsen där en historiskt betydelsefull amerikan levde eller arbetade
- Platsen där ideal eller idéer som formade nationen förverkligades
- Arkitektoniskt viktiga byggnader
- Platser som kännetecknar den amerikanska livsstilen (way of life)
- Platser av arkeologiskt intresse

Det finns en rad historiska platser i USA men endast ett fåtal platser har väsentligt historiskt värde och fått utnämningen NHL. Varje plats utnämns formellt av USA:s inrikesminister (Secretary of the Interior). Idag finns cirka 2 500 National Historic Landmarks där ett fåtal ligger även utanför nationens gränser och en utomlands ( Amerikanska legationen i Tanger, Marocko). NHL programmet förvaltas av National Park Service.

## Historia
Den 30 juni 1960 utsågs "Sergeant Floydmonument" i Sioux City, Iowa till det första NHL, först den 9 oktober 1960 presenterade inrikesministern Fred Andrew Seaton dock alla 92 platser som hade utsetts till de första NHL.
1966 inrättades National Register of Historic Places av USA:s federala statsmakt, en officiell övergripande lista över nationens alla historiskt betydelsefulla platser. Denna lista omfattar idag över 80 000 registreringar.

## Landmärken med svensk anknytning
- Fort Christina, Wilmington, Delaware
- Holy Trinity (Old Swedes'), Wilmington
- Fort Nya Göteborg (gården Printzhof), Tinicum, Pennsylvania